# Міністерство оборони Грузії
Міністерство оборони Грузії (груз. საქართველოს თავდაცვის სამინისტრო) — міністерство уряду Грузії, що відповідає за сили оборони Грузії і займається регулюванням діяльності в захисті країни від зовнішніх загроз та збереженням територіальної цілісності. Міністр оборони призначається та звільняється з посади командувачем збройних сил Грузії — президентом Грузії.

## Історія
Міністерство оборони Грузії було створено у 1992 року. Коли Радянський Союз припинив своє існування, Грузії вдалося зберегти лише невелику частину військових сил та засобів Радянської армії, дислокованих у Грузинській РСР із помірною кількістю військової техніки, здебільшого застарілої. Через громадянську війну грузинські військові були обмежені в ресурсах. Нестача фінансових ресурсів змусив грузинський уряд виділяти менше грошей на оборону з оборонним бюджетом лише у 55 мільйонів ларі ($36,7 млн) 1999 року. Там також була відсутність координації між сімома незалежними військовими підрозділами, які існували в Грузії 1999 року: Збройними Силами, Національною гвардією, прикордонними військами, внутрішніми військами, окремою бригадою нападу, Спеціальною групою поліції та спеціальною службою захисту держави.
До 2005 року уряд Грузії консолідував сім гілок сил оборони. Національна гвардія та окрема бригада нападу були включені до грузинських збройних сил при Міністерстві оборони, прикордонна служба та Спеціальна група поліції були підпорядковані Міністерству внутрішніх справ. Число активного персоналу служби у Збройних Силах було скорочено до 15000. У рамках грузинської зовнішньої та безпекової політики уряд намагався рухатися в напрямку поступової інтеграції в європейські та євроатлантичні політичні, економічні та силові структури. У ході цього процесу було створено Міністерство з питань євроатлантичної інтеграції.
Згідно з поправкою до закону «Про затвердження кількості грузинських Збройних сил» від 15 липня 2007 року, кількість військовослужбовців у Збройних Силах була збільшена на 5000 військовослужбовців, довівши загальну кількість до 37 тисяч військовослужбовців.

## Міністри оборони Грузії

### Військові міністри Демократичної Республіки Грузії (1918—1921)
1. Григол Гіоргадзе (26 травня 1918 р. — 13 лютого 1919 р.);
2. Ной Рамішвілі (14 лютого 1919 — грудня 1919);
3. Григол Лордкіпанідзе (січня 1920 р. — 23 вересня 1920 р.);
4. Ілля Зурабович Одішелідзе — виконувач обов'язків (23 вересня 1920 р. — 10 листопада 1920 р.);
5. Пармен Чичинадзе (10 листопада 1920 р. — 25 лютого 1921 р.).

### Народний комісар військово-морських справ ЗРФСР (1921—1923)
- Шалва Еліава (грудень 1922 р. — січень 1923 р.)

### Міністри оборони Грузії (з 1991 року)
1. Джоні Пірцхалаїшвілі (15 вересня 1991 р. — 2 січня 1992 р.);
2. Леван Шарашенідзе (2 січня 1992 р. — 8 травня 1992 р.);
3. Тенгіз Кітовані (8 травня 1992 р. — 5 травня 1993 р.);
4. Георгій Каркарашвілі (6 травня 1993 р. — 11 лютого 1994 р.);
5. Едуард Шеварнадзе — виконувач обов'язків (11 лютого 1994 р. — 25 квітня 1994 р.);
6. Вардіко Надібаїдзе (25 квітня 1994 р. — 27 квітня 1998 р);
7. Давид Тевзадзе (28 квітня 1998 р. — 17 лютого 2004 р.);
8. Гела Бежуашвілі (17 лютого 2004 р. — 10 червня 2004 р.);
9. Георгій Барамідзе (10 червня 2004 р. — 17 грудня 2004 р.);
10. Іраклій Окруашвілі (17 грудня 2004 р. — 10 листопада 2006 р.);
11. Давид Кезерашвілі (10 листопада 2006 р. — 9 грудня 2008 р.);
12. Васил Сіхарулідзе (9 грудня 2008 р. — 27 серпня 2009 р.);
13. Бачана Ахалая (27 серпня 2009 р. — 4 липня 2012 р.);
14. Дмитро Шашкін (4 липня 2012 р. — 25 жовтня 2012 р.);
15. Іраклій Аласанія (25 жовтня 2012 р. — 4 листопада 2014 р.);
16. Міндія Джанелідзе (4 листопада 2014 р. — 1 травня 2015 р.);
17. Тіна Хідашелі (1 травня 2015 р. — 1 серпня 2016 р.);
18. Леван Ізорія (1 серпня 2016 р. — 9 вересня 2019 р.)
19. Іраклій Гарібашвілі (9 вересня 2019 — 22 лютого 2021)
20. Джуаншер Бурчуладзе (з 22 лютого 2021)